# Мосін Володимир Миколайович
Володимир Миколайович Мосін (19 січня 1951) — радянський хокеїст, нападник.

## Спортивна кар'єра
Вихованець московського «Спартака». Виступав за команди «Динамо» (Київ), «Крила Рад» (Москва) і «Спартак» (Москва). У вищій лізі провів 23 матчі (3 голи), у першій — 117 (42).

## Статистика
| Сезон   | Клуб                 | Ліга   | І  | Г  | П | О  | ШХ |
| ------- | -------------------- | ------ | -- | -- | - | -- | -- |
| 1969-70 | «Динамо» (Київ)      | СРСР   | 6  | 1  |   |    |    |
| 1970-71 | «Динамо» (Київ)      | СРСР-2 | 29 | 3  |   |    | 8  |
| 1971-72 | «Динамо» (Київ)      | СРСР-2 | 47 | 23 | 3 | 26 | 18 |
| 1972-73 | «Динамо» (Київ)      | СРСР-2 | 41 | 16 | 7 | 23 | 21 |
| 1973-74 | «Крила Рад» (Москва) | СРСР   | 8  | 1  | 1 | 2  | 0  |
| 1974-75 | «Спартак» (Москва)   | СРСР   | 9  | 1  | 1 | 2  | 2  |